# دوميترو مونتيانو
دوميترو مونتيانو هو لاعب كرة قدم روماني في مركز الوسط، ولد في 3 يوليو 1932 في بوخارست في رومانيا، وتوفي في 19 يونيو 2020. لعب مع ستيوا بوخارست.

## وصلات خارجية
- دوميترو مونتيانو على موقع قاعدة بيانات كرة القدم.إي يو (الإنجليزية)
- دوميترو مونتيانو على موقع عالم كرة القدم.نت (الإنجليزية)